# راتافاندهو
راتافاندهو (به لاتین: Rathafandhoo) یک منطقهٔ مسکونی در مالدیو است. راتافاندهو ۱٬۳۲۵ نفر جمعیت دارد.